# Col·laboradors al niu
Col·laboradors al niu és un terme utilitzat en etologia i biologia evolutiva per descriure una estructura social en què joves i adolescents sexualment madurs d'un o ambdós sexes, s'associen amb els seus pares, ajudant-los a portar endavant noves generacions de germans, en lloc d'intentar reproduir-se ells mateixos. Aquest fenomen va ser estudiat per primera vegada en ocells, i en aquest grup es presenta amb més freqüència, però també és conegut en animals d'altres grups, com ara mamífers i insectes. És una variant de cria cooperativa.